# Цукитатэ, Норио
Норио Цукитатэ (яп. 築舘 範男 Цукитатэ Норио, род. 2 апреля 1960 года, префектура Айти, Япония) — японский футболист, тренер.

## Биография
В качестве игрока всю свою карьеру провел в клубе «Тойота Моторс», который позднее получил имя «Нагоя Грампус». Закончив играть, Цукитатэ остался в его структуре: в течение 13 лет он работал в команде на разных должностях, в том числе и главным тренером. Затем специалист трудился с юношами «Симидзу С-Палс».
Позднее Цукикатэ возглавлял сборные Гуама, Лаоса, Бутана. Японец в разные годы был наставником сборных Восточного Тимора разных возрастов. Также некоторое время он руководил женской национальной командой Бангладеш

## Достижения
- Бронзовый призёр Чемпионата АСЕАН (U19): 2013.